# PGC 18516
LEDA/PGC 18516 ist eine Spiralgalaxie vom Hubble-Typ S mit ausgedehnten Sternentstehungsgebieten im Sternbild Hase. Sie ist schätzungsweise 494 Millionen Lichtjahre von der Milchstraße entfernt und hat einen Durchmesser von etwa 130.000 Lichtjahren. Vom Sonnensystem aus entfernt sich das Objekt mit einer errechneten Radialgeschwindigkeit von näherungsweise 11.200 Kilometern pro Sekunde.
Dieses Objekt hebt sich von der Masse ab, da es aus zwei getrennten Galaxien besteht, die mit einer Geschwindigkeit von etwa 2 Millionen Kilometern pro Stunde aneinander vorbeirasen. Diese Geschwindigkeit ist höchstwahrscheinlich zu hoch, als dass sie zu einer einzigen Galaxie verschmelzen könnten. Aufgrund ihres geringen Abstands von nur etwa 20.000 Lichtjahren werden sich die Galaxien jedoch durch die Schwerkraft verzerren, während sie aneinander vorbeifliegen, und dabei ihre Strukturen in großem Maßstab verändern.